# 무쓰시촌
무쓰시촌(六師村)은 일본 아이치현 니시카스가이군에 설치되었던 촌이다. 현재의 기타나고야시·고마키시의 일부에 해당한다.